# 千葉県立千葉特別支援学校
千葉県立千葉特別支援学校（ちばけんりつ ちばとくべつしえんがっこう）は、千葉県千葉市花見川区大日町にある公立特別支援学校。知的障害者を教育対象とする。

## 沿革
- 1991年4月1日 - 開校
- 1997年4月20日 - 同窓会発足
- 2007年4月1日 - 学校名を「千葉県立千葉養護学校」から「千葉県立千葉特別支援学校」に変更

## 学部
- 小学部
- 中学部
- 高等部